# Strashimirite
La strashimirite est un minéral de la classe des arséniates. Il a été découvert en 1968 dans une mine de la province de Sofia (Bulgarie). Il est nommé d'après le pétrologiste bulgare Strashimir Dimitriov.

## Caractéristiques
La strashimirite est un arséniate de cuivre hydroxylé et hydraté qui cristallise dans le système monoclinique, formant des cristaux tabulaires et allongés, des croûtes ou des agrégats radiaux. Sa dureté sur l'échelle de Mohs est de 2,5 à 3 et son trait est blanc. Certaines variétés fibreuses, telles que la parnauïte en croûtes, peuvent sembler visuellement similaires.

## Classification
Selon la classification de Nickel-Strunz, la strashimirite appartient à "08.DC : phosphates, etc, avec seulement des cations de taille moyenne, (OH, etc.):RO4 = 1:1 et < 2:1", avec les minéraux suivants : nissonite, euchroïte, legrandite, arthurite, earlshannonite, ojuelaïte, whitmoréite, cobaltarthurite, bendadaïte, kunatite, kleemanite, bermanite, coralloïte, kovdorskite, ferristrunzite, ferrostrunzite, métavauxite, métavivianite, strunzite, béraunite, gordonite, laueite, mangangordonite, paravauxite, pseudolaueite, sigloïte, stewartite, ushkovite, ferrolaueite, kastningite, maghrebite, nordgauite, tinticite, vauxite, vantasselite, cacoxénite, gormanite, souzalite, kingite, wavellite, allanpringite, kribergite, mapimite, ogdensburgite, nevadaïte et cloncurryite.

## Formation et gisements
C'est un minéral secondaire rare qui s'est formé à partir de l'oxydation de divers arséniures, dans la zone d'oxydation de gisements de minéraux contenant du cuivre et de l'arsenic. Il est généralement associé à d'autres minéraux tels que la tyrolite, la cornwallite, la clinoclase, l'euchroïte, l'olivénite, la parnauïte, la goudeyite, l'arthurite, la métazeunérite, la chalcophyllite, la cyanotrichite, la scorodite, la pharmacosidérite, la brochantite, l'azurite, la malachite ou le chrysocolle.